# Чемпіонат світу з футболу 1962
Чемпіонат світу з футболу 1962 року — сьомий чемпіонат світу серед чоловічих збірних команд з футболу, що проходив з 30 травня по 17 червня 1962 року на полях Чилі.
Діючий на момент початку турніру чемпіона світу, збірна Бразилії, захистила титул і стала третьою командою-дворазовим чемпіоном світу з футболу, приєднавшись до збірних Італії та Уругваю. У фінальній грі бразильці здолали збірну Чехословаччини з рахунком 3:1. Господарі турніру, збірна Чилі, стали бронзовими призерами, здолавши у грі за третє місце югославів.
Чемпіонат запам'ятався напруженою атмосферою навколо турніру та численними проявами неспортивної поведінки на футбольному полі, найяскравішим проявом якої стала гра групового етапу між господарями турніру і Італії, що стала відомою як Битва в Сантьяго, по ходу якої поліція була змушена чотири рази виходити на поле для вгамування пристрастей.

## Країна-господар
Враховуючи, що дві попередні світові першості, у 1954 і 1958 роках, приймали європейські країни, південноамериканська футбольна конфедерація фактично поставила проведення турніру 1962 року в одній з країн свого регіону умовою для участі в ньому представників південноамериканського футболу, погрожуючи бойкотом змагання.
Серед країн Південної Америки фаворитом на проведення змагання вважалася Аргентина, яка подавала заявку і на проведення попереднього чемпіонату світу, а також лишалася єдиною з «великої трійки» футбольних країн континенту, на стадіонах якої не проходили ігри головного турніру світового футболу. Конкуренцію аргентинцям за право прийняти фінальну частину ЧС-1962 склали заявки від Чилі та ФРН, остання з яких на прохання ФІФА свою заявку згодом відкликала.
А ось Федерація футболу Чилі відповідально віднеслася до можливості привезти світовий футбольний форум до своєї країни, і її керівництво здійснило турне країнами, чиї представники мали право голосу на конгресі ФІФА, переконуючи їх у готовності і спроможності Чилі прийняти цей турнір. Рішення про господаря фінальної частину чемпіонату світу 1962 року приймалося на конгресі ФІФА у Лісабоні у червні 1956 року. Представник Аргентини, презентуючи заявку своєї країни, наголосив на наявності в ній необхідної інфраструктури, зазначивши, що «в Аргентині можна почати Кубок світу хоч завтра». Натомість чилійці, окрім інших аргументів, апелювали до статуту ФІФА, в якому однією із цілей проведення чемпіонатів світу зазначалося сприяння розвитку спорту в країнах, що вважаються «менш розвинутими». В результаті перемогла саме заявки Чилі, за яку проголосував 31 делегат, Аргентина ж отримали лише 12 голосів при 13 тих, що утрималися.

## Кваліфікаційний раунд і учасники

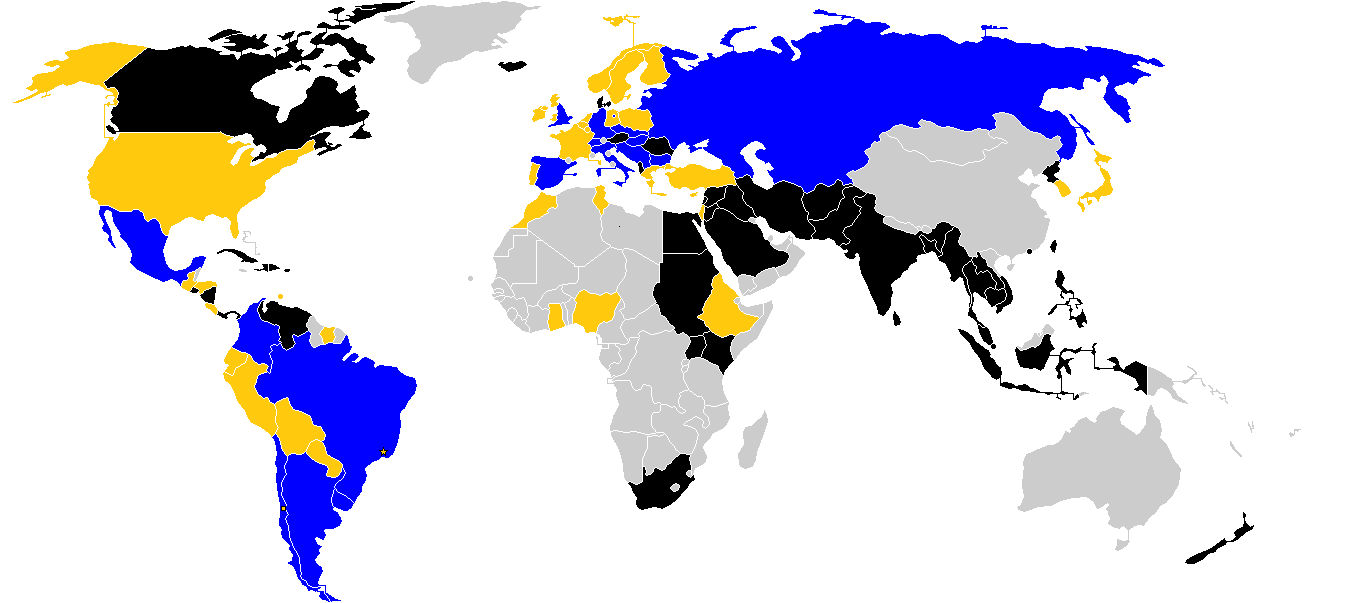
Країни, чиї збірні кваліфікувалися
Країни, чиї збірні не кваліфікувалися
Країни, чиї збірні не брали участі у відборі
Не члени ФІФА

56 збірних змагалися за 14 місць у фінальній частині футбольної світової першості. Ще дві команди, господарі турніру збірна Чилі і діючий чемпіон світу збірна Бразилії, кваліфікувалися автоматично, без участі у кваліфікаційному раунді.
Чотири найслабші регіональні конфедерації — африканська (КАФ), азійська (АФК), а також конфедерації Північної Америки (НАФК) та Центральної Америки і Карибів (КЦКФ) — не отримували гарантованого представництва у фінальній частині світової першості, натомість переможці відбіркових турнірів у цих конфедераціях ставали учасниками Міжконтинентальних плей-оф, де боролися за вихід на чемпіонат світу з представниками Європи (УЄФА) або Південної Америки (КОНМЕБОЛ).
Врешті-решт учасниками фінальної частини чемпіонату світу 1962 року стали 10 збірних з Європи, 5 південноамериканських команд, а також збірна Мексики, представник Північної Америки. Удруге поспіль та востаннє в історії світових футбольних першостей до фінальної частини змагання не потрапив жоден представник ані Африки, ані Азії.
Серед 16 команд-учасниць ЧС-1962 ця світова футбольна першість була дебютною для збірних Колумбії і Болгарії. Якщо болгари відтоди досить регулярно ставали учасниками світових футбольних форумів, то Колумбія наступного разу кваліфікувалися лише на турнір 1990 року.
Серед команд, які не змогли подолати кваліфікаційний турнір, були зокрема срібний і бронзовий призери попередньої першості світу, відповідно збірні Швеції і Франції.

### Команди-учасники
Учасниками фінальної частини чемпіонату світу стали 16 команд:
| АФК (0) - жодна команда КАФ (0) - жодна команда | КОНКАКАФ (1) - Мексика КОНМЕБОЛ (5) - Аргентина - Бразилія (діючи чемпіони) - Чилі (господарі) - Колумбія - Уругвай | УЄФА (10) - Болгарія - Чехословаччина - Англія - Угорщина - Італія - СРСР - Іспанія - Швейцарія - Німеччина - Югославія |

## Жеребкування
Для жеребкування групової стадії турніру, яке відбулося 18 січня 1962 року в Сантьяго, 16 команд-учасників були розподілені між чотирма кошиками (по чотири збірні у кожному) за регіональною ознакою. При цьому були визначені чотири «сіяні» команди, що вважалися на той час найсильнішими, — Бразилія, Англія, Італія і Ургувай. Попри те, що вони знаходилися в різних кошиках, при жеребкуванні вони не могли потрапити до однієї групи, натомість кожна сіяна команда отримувала «свою» групу, а вже її суперники визначалися жеребом з числа несіяних команд з інших кошиків.
| Кошик 1: Південна Америка                                            | Кошик 2: Європа I                      | Кошик 3: Європа II                        | Кошик 4: Решта світу                        |
| -------------------------------------------------------------------- | -------------------------------------- | ----------------------------------------- | ------------------------------------------- |
| - Чилі (господарі) - Бразилія (діючі чемпіони) - Аргентина - Уругвай | - Чехословаччина - Англія - СРСР - ФРН | - Італія - Угорщина - Іспанія - Югославія | - Болгарія - Колумбія - Мексика - Швейцарія |

## Формат
Формат турніру був загалом аналогічним тому, що використовувався на попередньому чемпіонаті світу — на першому етапі змагання відбувалися у чотирьох групах по чотири команди, які проводили з кожним із суперників по групі по одній грі. За перемогу нараховувалося два очки, за нічию — одне. До стадії плей-оф з кожної групи виходили по дві команди, що набрали найбільшу кількість очок. Водночас, у порівнянні з ЧС-1958 нововведенням була відсутність додаткових матчів на груповому етапі — за рівності очок у двох і більше команд розподіл підсумкових місць у групі визначався співвідношенням забитих і пропущених голів. Оскільки згодом співвідношення голів було замінено на різницю голів, збірна Аргентини стала єдиною командою в історії Кубків світу, яка вибула зі змагання через гірше співвідношення голів, поступившись за цим показником своєму супернику по Групі 4 збірній Англії і посівши третє місце у групі.
Другий етап змагання, до якого виходили вісім команд, відбувався за олімпійською системою і складався з чвертьфіналів, півфіналів, матчу за третє місце і фіналу. У випадку нічиєї в основний час гри передбачалися 30 хвилин додаткового часу. Якщо б і він не визначив переможця, у випадку фінальної гри було б призначено перегравання, а на решті етапів плей-оф переможця б визначив жереб. Утім на практиці переможці усіх ігор стадії плей-оф були визначені в основний час, тож не було потреби ані в жеребі, ані в переграванні, ані навіть у додатковому часі.

## Міста та стадіони
Передбачалося, що ігри світової першості приймуть стадіони у восьми чилійських містах: Сантьяго, Вінья-дель-Мар, Ранкагуа, Арика, Талька, Консепсьйон, Талькауано та Вальдивія.
Утім плани організаторів перекреслив найпотужніший у новітній історії людства Великий чилійський землетрус 22 травня 1960 року, який забрав життя 50 тисяч чилійців і мав катастрофічні наслідки для інфраструктури країни. Міста Талька, Консепсьйон, Талькауано та Вальдивія були серед найбільш вражених стихійним лихом і прийняти матчі чемпіонату не могли технічно. Вінья-дель-Мар та Арика змогли вчасно відбудувати свої стадіони, а в Ранкагуа було вирішено використати стадіон, що належав американській Braden Copper Company, яка погодилася надати його для потреб турніру. Таким чином матчі першості проходили лише на чотирьох аренах, що стало найменшою кількістю стадіонів на чемпіонатах світу з часів найпершого турніру 1930 року, коли матчі приймали три арени в Монтевідео. Найбільшим навантаження було на столичний Естадіо Насіональ, який прийняв десять ігор, включаючи фінал і гру за третє місце. На решті трьох стадіонах відбулося по 7-8 ігор.
Чилійський уряд, що стикнувся з проблемою відбудови країни після землетрусу, був змушений звести свою підтримку організації футбольного чемпіонату до мінімуму.
| Сантьяго Вінья-дель-Мар Ранкагуа Аріка | Сантьяго                                                                        | Вінья-дель-Мар                                                                  |
| -------------------------------------- | ------------------------------------------------------------------------------- | ------------------------------------------------------------------------------- |
| Сантьяго Вінья-дель-Мар Ранкагуа Аріка | Естадіо Насіональ                                                               | Естадіо Саусаліто                                                               |
| Сантьяго Вінья-дель-Мар Ранкагуа Аріка | 33°27′52″ пд. ш. 70°36′38″ зх. д. / 33.46444° пд. ш. 70.61056° зх. д.           | 33°00′51.83″ пд. ш. 71°32′6.84″ зх. д. / 33.0143972° пд. ш. 71.5352333° зх. д.  |
| Сантьяго Вінья-дель-Мар Ранкагуа Аріка | Місткість: 66,660                                                               | Місткість: 18,037                                                               |
| Сантьяго Вінья-дель-Мар Ранкагуа Аріка |                                                                                 |                                                                                 |
| Сантьяго Вінья-дель-Мар Ранкагуа Аріка | Ранкагуа                                                                        | Аріка                                                                           |
| Сантьяго Вінья-дель-Мар Ранкагуа Аріка | Естадіо Браден Коппер Ко.                                                       | Естадіо Карлос Діттборн                                                         |
| Сантьяго Вінья-дель-Мар Ранкагуа Аріка | 34°10′39.95″ пд. ш. 70°44′15.79″ зх. д. / 34.1777639° пд. ш. 70.7377194° зх. д. | 18°29′15.47″ пд. ш. 70°17′56.96″ зх. д. / 18.4876306° пд. ш. 70.2991556° зх. д. |
| Сантьяго Вінья-дель-Мар Ранкагуа Аріка | Місткість: 18,000                                                               | Місткість: 17,786                                                               |
| Сантьяго Вінья-дель-Мар Ранкагуа Аріка |                                                                                 |                                                                                 |

## Огляд

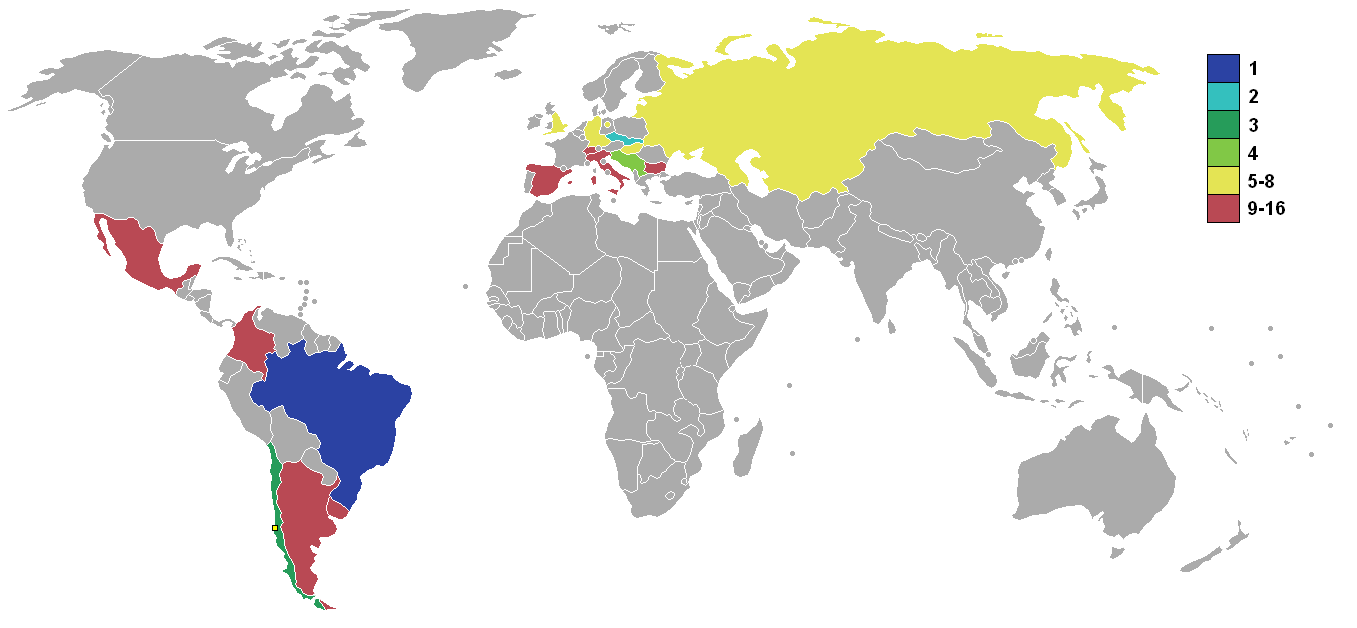
Учасники фінального турніру чемпіонату світу 1962 із зазначенням досягнутого прогресу

У травні 1960 року, коли підготовчі роботи для проведення чемпіонату світу в Чилі були у розпалі, країна постраждала від найсильнішого у новітній історії землетрусу магнітудою 9,5 балів, який призвів до масштабних руйнувань інфраструктурних об'єктів. Організаційний комітет заходу доклав максимум зусиль задля відновлення необхідної для чемпіонату інфраструктури, і він відбувся у заплановані терміни.
Турнір відкрила гра господарів турніру проти швейцарців 30 травня 1962 року, якій передувала церемонія відкриття за участі президента Чилі Хорхе Алессандрі Родрігеса.

Офіційний постер чемпіонату світу з футболу 1962.

Вже друга гра чилійців у групі, в якій вони з рахунком 2:0 здолали збірну Італії, стала однією з найганебніших сторінок в історії чемпіонатів світу, увійшовши до неї під назвою Битва в Сантьяго. Незадовго до гри в Чилі стало відомо про вихід в одній з італійських газет статті-репортажу з чемпіонату світу, в якій країну-господаря турніру було охарактеризовано як «недоразвинуте побите бідністю болото, переповнене проституцією і злочинністю», що спровокувало в країні справжнє полювання на італійських газетярів, а також вилилося у жорстокість на полі. По ходу гри гравці обох команд йшли в стики з очевидним бажанням завдати травму опоненту, хоча арбітр гри обмежився лише двома вилученнями (обидва серед гравців італійської команди). Наведення порядку на полі чотири рази вимагало втручання поліції, а після гри вона змушена була супроводжувати команду гостей, захищаючи її від розлюченого натовпу. Ще низка матчів турніру відзначалися високим градусом боротьби, який нерідко суттєво виходив за межі правил гри. Зокрема гра у тій же групі між тими ж італійцями і збірною ФРН була охарактеризована як «жорстока бійка».
Крім високого рівня жорстокості на полі видовищності турніру завадила й еволюція футбольної тактики, за якої все більше команд віддавали перевагу захисту власних воріт, що призвело до зниження середньої результативності, яка впала до 2,78 гола за гру з показника 3,6 гола чотирма роками раніше. Надалі на жодній світовій першості команди не забивали у середньому більше 3 голів за гру.
Бразилець Пеле, Головне відкриття попередньої світової першості, травмувався вже у другій грі групового етапу проти збірної Чехословаччини і в подальших іграх вже не міг допомогти своїй команді. Головна зірка збірної СРСР і чи не найкращий на той час воротар у світовому футболі Лев Яшин прибув на турнір не в найкращій формі і не зміг допомогти своїй команді, що двома роками раніше виграла перший чемпіонат Європи, уникнути поразки 1:2 від чилійців вже на стадії чвертьфіналів. Водночас відсутність Пеле дозволила заявити про себе молодим бразильцям Амарілдо і Гаррінчі, а серед воротарів на стадії плей-оф засяяв чехословацький голкіпер Вільям Шройф, який пропустив лише один гол в іграх проти Угорщини і Югославії, значною мірою забезпечивши прохід своєї команди до фіналу.
На груповій стадії жожна з команд не досягла стовідсоткового результату, однак відразу чотири команди — СРСР, ФРН, Бразилія та Угорщина — втратили лише по одному турнірному очку і відповідно виграли свої групи. З других місць у групах до чвертьфіналів вийшли команди Югославії, Чилі, Чехословаччини і Англії. Єдиною командою, що не здобула бодай нічиєї на груповому етапі стала збірна Швейцарії.

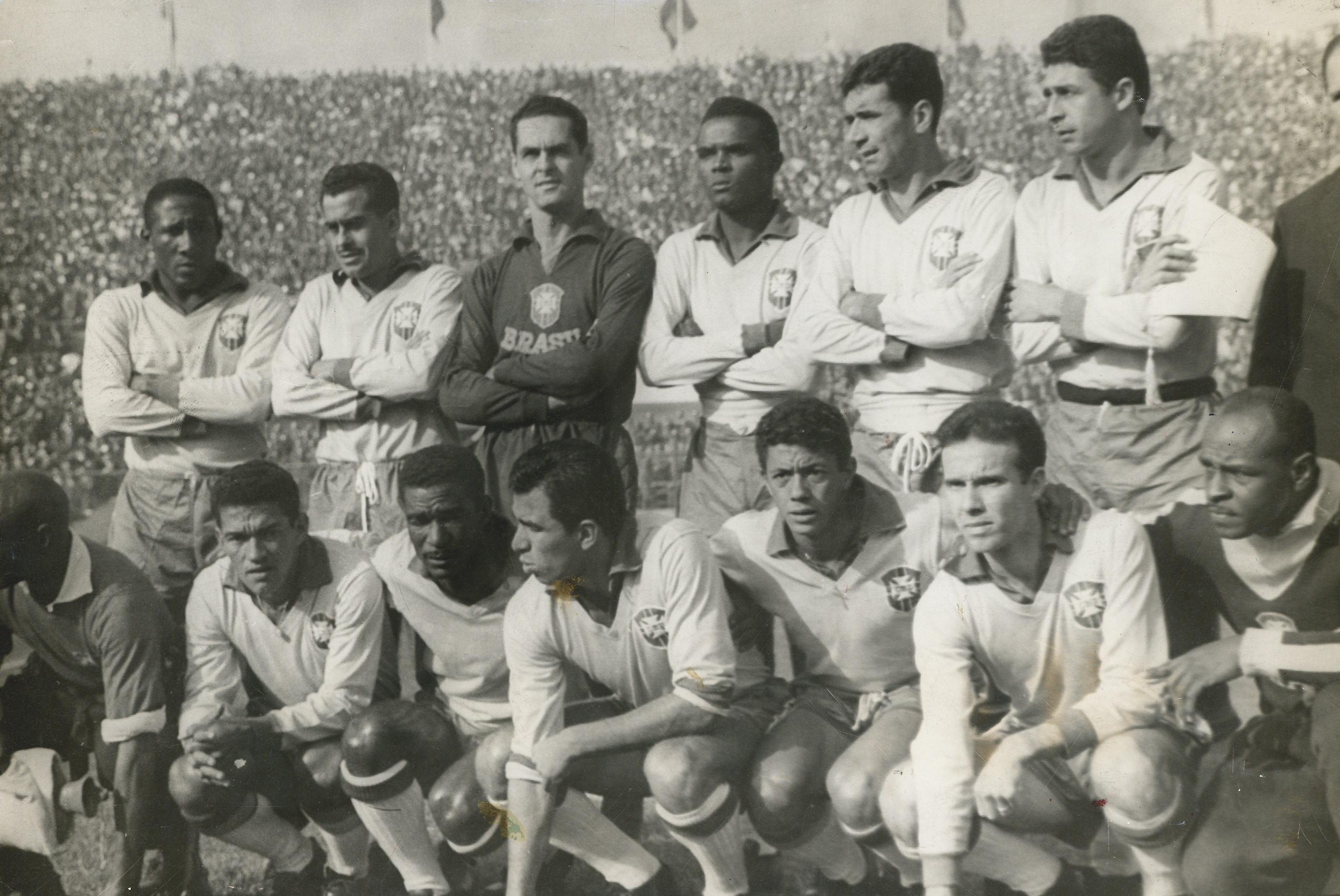
Збірна Бразилії на ЧС-1962.

Збірна Чилі, складена з гравців місцевої першості, здебільшого невідомих поза межами країни, на стадії чвертьфіналів з рахунком 2:1 здолала радянських футболістів, діючих чемпіонів Європи. Її суперником у півфіналі стала Бразилія, яка завдяки дублю Гаррінчі з рахунком 3:1 взяла гору над Англією. Іншу пару півфіналістів склали Югославія і Чехословаччина, які з однаковим рахунком 1:0 виграли свої чвертьфінальні двобої відповідно проти ФРН та Угорщини. Таким чином на півфінальній стадії між собою зійшлися дві південноамериканські і дві східноєвропейські команди.
Згідно початкової турнірної піраміди серії плей-оф гру «південноамериканської пари» півфіналістів мало приймати місто Вінья-дель-Мар, однак неочікуваний вихід до цієї стадії команди господарів змусив організаторів просити ФІФА про перенесення цього матчу до Сантьяго, де натомість мала би відбутися зустріч «східноєвропейської пари». Відповідне рішення було ухвалене, що розлютило вболівальників у Вінья-дель-Мар, які фактично проігнорували гру югославів проти чехословаків, за якою прийшли поспостерігати менше 6 тисяч глядачів. Водночас це дозволило чилійським футболістам отримати додаткову підтримку у вигляді понад 76 тисяч глядачів на столичному Естадіо Насіональ, яка, утім, не допомогла їм уникнути поразки 2:4 від діючих чемпіонів світу.
Попри цю поразку господарі турніру завершили його на мажорній ноті, здолавши у грі за третє місце збірну Югославії завдяки єдиному голу Еладіо Рохаса на останній хвилині гри.
У фінальному матчі, що відбувся на все тому ж Естадіо Насіональ, зустрілися збірні Бразилії і Чехословаччини, які вже грали на груповій стадії, де розійшлися нульовою нічиєю. Гра проходила за сценарієм, подібним до фіналу попередньої світової першості, — бразильці першими пропустили досить швидкий гол (на 15-й хвилині відзначився форвард чехословацької команди Йозеф Масопуст), утім вже за декілька хвилин відігралися (цього разу стараннями Амарілдо), після чого взяли гру під свій контроль і довели її до впевненої перемоги. Після голів, авторами яких були Зіто і Вава, фінальна гра завершилася з рахунком 3:1 на користь бразильців. Вони стали другою командою в історії чемпіонатів світу, кому вдалося захистити чемпіонський титул (після успіху італійців у 1938).

## Груповий етап

### Група 1
| Поз | Команда   | І | В | Н | П | ГЗ | ГП | ГС    | О | Кваліфікація            |
| --- | --------- | - | - | - | - | -- | -- | ----- | - | ----------------------- |
| 1   | СРСР      | 3 | 2 | 1 | 0 | 8  | 5  | 1,600 | 5 | Вихід до стадії плей-оф |
| 2   | Югославія | 3 | 2 | 0 | 1 | 8  | 3  | 2,667 | 4 | Вихід до стадії плей-оф |
| 3   | Уругвай   | 3 | 1 | 0 | 2 | 4  | 6  | 0,667 | 2 |                         |
| 4   | Колумбія  | 3 | 0 | 1 | 2 | 5  | 11 | 0,455 | 1 |                         |

| 30 травня 1962 15:00 CLT (UTC−4) |

| Уругвай               | 2–1      | Колумбія           |
| --------------------- | -------- | ------------------ |
| Кубілья 56' Сасія 75' | Протокол | Сулуага 19' (пен.) |

| Естадіо Карлос Діттборн, Аріка Глядачів: 7,908 Арбітр: Андор Дорогі (Угорщина) |

| 31 травня 1962 15:00 CLT (UTC−4) |

| СРСР                       | 2–0      | Югославія |
| -------------------------- | -------- | --------- |
| Іванов 51' Понєдєльнік 83' | Протокол |           |

| Естадіо Карлос Діттборн, Аріка Глядачів: 9,622 Арбітр: Альберт Душ (ФРН) |

| 2 червня 1962 15:00 CLT (UTC−4) |

| Югославія                                | 3–1      | Уругвай     |
| ---------------------------------------- | -------- | ----------- |
| Скоблар 25' (пен.) Галич 29' Єркович 49' | Протокол | Кабрера 19' |

| Естадіо Карлос Діттборн, Аріка Глядачів: 8,829 Арбітр: Кароль Гальба (Чехословаччина) |

| 3 червня 1962 15:00 CLT (UTC−4) |

| СРСР                                        | 4–4      | Колумбія                                 |
| ------------------------------------------- | -------- | ---------------------------------------- |
| Іванов 8', 11' Численко 10' Понєдєльнік 56' | Протокол | Асерос 21' Коль 68' Рада 72' Клінгер 86' |

| Естадіо Карлос Діттборн, Аріка Глядачів: 8,040 Арбітр: Жуан Етцел Фільйо (Бразилія) |

| 6 червня 1962 15:00 CLT (UTC−4) |

| СРСР                   | 2–1      | Уругвай   |
| ---------------------- | -------- | --------- |
| Мамикін 38' Іванов 89' | Протокол | Сасія 54' |

| Естадіо Карлос Діттборн, Аріка Глядачів: 9,973 Арбітр: Чезаре Йонні (Італія) |

| 7 червня 1962 15:00 CLT (UTC−4) |

| Югославія                                 | 5–0      | Колумбія |
| ----------------------------------------- | -------- | -------- |
| Галич 20', 61' Єркович 25', 87' Мелич 82' | Протокол |          |

| Естадіо Карлос Діттборн, Аріка Глядачів: 7,167 Арбітр: Карлос Роблес (Чилі) |

### Група 2
| Поз | Команда   | І | В | Н | П | ГЗ | ГП | ГС    | О | Кваліфікація            |
| --- | --------- | - | - | - | - | -- | -- | ----- | - | ----------------------- |
| 1   | ФРН       | 3 | 2 | 1 | 0 | 4  | 1  | 4,000 | 5 | Вихід до стадії плей-оф |
| 2   | Чилі      | 3 | 2 | 0 | 1 | 5  | 3  | 1,667 | 4 | Вихід до стадії плей-оф |
| 3   | Італія    | 3 | 1 | 1 | 1 | 3  | 2  | 1,500 | 3 |                         |
| 4   | Швейцарія | 3 | 0 | 0 | 3 | 2  | 8  | 0,250 | 0 |                         |

| 30 травня 1962 15:00 CLT (UTC−4) |

| Чилі                           | 3–1      | Швейцарія |
| ------------------------------ | -------- | --------- |
| Л. Санчес 44', 55' Рамірес 51' | Протокол | Вютріх 6' |

| Естадіо Насьйональ, Сантьяго Глядачів: 65,006 Арбітр: Кен Астон (Англія) |

| 31 травня 1962 15:00 CLT (UTC−4) |

| ФРН | 0–0      | Італія |
| --- | -------- | ------ |
|     | Протокол |        |

| Естадіо Насьйональ, Сантьяго Глядачів: 65,440 Арбітр: Боб Девідсон (Шотландія) |

| 2 червня 1962 15:00 CLT (UTC−4) |

| Чилі                 | 2–0      | Італія |
| -------------------- | -------- | ------ |
| Рамірес 73' Торо 87' | Протокол |        |

| Естадіо Насьйональ, Сантьяго Глядачів: 66,057 Арбітр: Кен Астон (Англія) |

| 3 червня 1962 15:00 CLT (UTC−4) |

| ФРН                    | 2–1      | Швейцарія   |
| ---------------------- | -------- | ----------- |
| Брюлльс 45' Зеелер 59' | Протокол | Шнайтер 73' |

| Естадіо Насьйональ, Сантьяго Глядачів: 64,922 Арбітр: Лео Горн (Нідерланди) |

| 6 червня 1962 15:00 CLT (UTC−4) |

| ФРН                           | 2–0      | Чилі |
| ----------------------------- | -------- | ---- |
| Шиманяк 21' (пен.) Зеелер 82' | Протокол |      |

| Естадіо Насьйональ, Сантьяго Глядачів: 67,224 Арбітр: Боб Девідсон (Шотландія) |

| 7 червня 1962 15:00 CLT (UTC−4) |

| Італія                       | 3–0      | Швейцарія |
| ---------------------------- | -------- | --------- |
| Мора 2' Бульгареллі 65', 67' | Протокол |           |

| Естадіо Насьйональ, Сантьяго Глядачів: 59,828 Арбітр: Микола Латишев (СРСР) |

### Група 3
| Поз | Команда        | І | В | Н | П | ГЗ | ГП | ГС    | О | Кваліфікація            |
| --- | -------------- | - | - | - | - | -- | -- | ----- | - | ----------------------- |
| 1   | Бразилія       | 3 | 2 | 1 | 0 | 4  | 1  | 4,000 | 5 | Вихід до стадії плей-оф |
| 2   | Чехословаччина | 3 | 1 | 1 | 1 | 2  | 3  | 0,667 | 3 | Вихід до стадії плей-оф |
| 3   | Мексика        | 3 | 1 | 0 | 2 | 3  | 4  | 0,750 | 2 |                         |
| 4   | Іспанія        | 3 | 1 | 0 | 2 | 2  | 3  | 0,667 | 2 |                         |

| 30 травня 1962 15:00 CLT (UTC−4) |

| Бразилія             | 2–0      | Мексика |
| -------------------- | -------- | ------- |
| Загалло 56' Пеле 73' | Протокол |         |

| Естадіо Саусаліто, Вінья-дель-Мар Глядачів: 10,484 Арбітр: Готтфрід Дінст (Швейцарія) |

| 31 травня 1962 15:00 CLT (UTC−4) |

| Чехословаччина | 1–0      | Іспанія |
| -------------- | -------- | ------- |
| Штибраний 80'  | Протокол |         |

| Естадіо Саусаліто, Вінья-дель-Мар Глядачів: 12,700 Арбітр: Карл Еріх Штайнер (Австрія) |

| 2 червня 1962 15:00 CLT (UTC−4) |

| Бразилія | 0–0      | Чехословаччина |
| -------- | -------- | -------------- |
|          | Протокол |                |

| Естадіо Саусаліто, Вінья-дель-Мар Глядачів: 14,903 Арбітр: П'єр Швінте (Франція) |

| 3 червня 1962 15:00 CLT (UTC−4) |

| Іспанія   | 1–0      | Мексика |
| --------- | -------- | ------- |
| Пейро 90' | Протокол |         |

| Естадіо Саусаліто, Вінья-дель-Мар Глядачів: 11,875 Арбітр: Бранко Тесанич (Югославія) |

| 6 червня 1962 15:00 CLT (UTC−4) |

| Бразилія          | 2–1      | Іспанія      |
| ----------------- | -------- | ------------ |
| Амарілдо 72', 86' | Протокол | Аделардо 35' |

| Естадіо Саусаліто, Вінья-дель-Мар Глядачів: 18,715 Арбітр: Серхіо Бустаманте (Чилі) |

| 7 червня 1962 15:00 CLT (UTC−4) |

| Мексика                                     | 3–1      | Чехословаччина |
| ------------------------------------------- | -------- | -------------- |
| Діас 12' Дель Агіла 29' Ернандес 90' (пен.) | Протокол | Машек 1'       |

| Естадіо Саусаліто, Вінья-дель-Мар Глядачів: 10,648 Арбітр: Готтфрід Дінст (Швейцарія) |

### Група 4
| Поз | Команда   | І | В | Н | П | ГЗ | ГП | ГС    | О | Кваліфікація            |
| --- | --------- | - | - | - | - | -- | -- | ----- | - | ----------------------- |
| 1   | Угорщина  | 3 | 2 | 1 | 0 | 8  | 2  | 4,000 | 5 | Вихід до стадії плей-оф |
| 2   | Англія    | 3 | 1 | 1 | 1 | 4  | 3  | 1,333 | 3 | Вихід до стадії плей-оф |
| 3   | Аргентина | 3 | 1 | 1 | 1 | 2  | 3  | 0,667 | 3 |                         |
| 4   | Болгарія  | 3 | 0 | 1 | 2 | 1  | 7  | 0,143 | 1 |                         |

1. 1 2  Англія обійшла Аргентину за кращим співвідношенням забитих і пропущених голів.

| 30 травня 1962 15:00 CLT (UTC−4) |

| Аргентина  | 1–0      | Болгарія |
| ---------- | -------- | -------- |
| Факундо 4' | Протокол |          |

| Естадіо Браден Коппер Ко., Ранкагуа Глядачів: 7,134 Арбітр: Хуан Гарай Гардеасабаль (Іспанія) |

| 31 травня 1962 15:00 CLT (UTC−4) |

| Угорщина             | 2–1      | Англія             |
| -------------------- | -------- | ------------------ |
| Тіхі 17' Альберт 71' | Протокол | Флаверс 60' (пен.) |

| Естадіо Браден Коппер Ко., Ранкагуа Глядачів: 7,938 Арбітр: Лео Горн (Нідерланди) |

| 2 червня 1962 15:00 CLT (UTC−4) |

| Англія                                   | 3–1      | Аргентина      |
| ---------------------------------------- | -------- | -------------- |
| Флаверс 17' (пен.) Чарлтон 42' Грівз 67' | Протокол | Санфіліппо 81' |

| Естадіо Браден Коппер Ко., Ранкагуа Глядачів: 9,794 Арбітр: Микола Латишев (СРСР) |

| 3 червня 1962 15:00 CLT (UTC−4) |

| Угорщина                                     | 6–1      | Болгарія    |
| -------------------------------------------- | -------- | ----------- |
| Альберт 1', 6', 53' Тіхі 8', 70' Шоймоші 12' | Протокол | Соколов 64' |

| Естадіо Браден Коппер Ко., Ранкагуа Глядачів: 7,442 Арбітр: Хуан Гарай Гардеасабаль (Іспанія) |

| 6 червня 1962 15:00 CLT (UTC−4) |

| Угорщина | 0–0      | Аргентина |
| -------- | -------- | --------- |
|          | Протокол |           |

| Естадіо Браден Коппер Ко., Ранкагуа Глядачів: 7,945 Арбітр: Артуро Ямасаки Мальдонадо (Перу) |

| 7 червня 1962 15:00 CLT (UTC−4) |

| Англія | 0–0      | Болгарія |
| ------ | -------- | -------- |
|        | Протокол |          |

| Естадіо Браден Коппер Ко., Ранкагуа Глядачів: 5,700 Арбітр: Антуан Блав'єр (Бельгія) |

## Плей-оф

### Турнірна піраміда
|  | Чвертьфінали               | Чвертьфінали               |                      |           | Півфінали   | Півфінали   |  |  | Фінал                | Фінал |
|  |                            |                            |                      |           |             |             |  |  |                      |       |
|  | 10 червня – Аріка          |                            |                      |           |             |             |  |  |                      |       |
|  |                            |                            |                      |           |             |             |  |  |                      |       |
|  | СРСР                       | 1                          |                      |           |             |             |  |  |                      |       |
|  | СРСР                       | 1                          | 13 червня – Сантьяго |           |             |             |  |  |                      |       |
|  | Чилі                       | 2                          |                      |           |             |             |  |  |                      |       |
|  | Чилі                       | 2                          | Чилі                 | 2         |             |             |  |  |                      |       |
|  | 10 червня – Вінья-дель-Мар |                            | Чилі                 | 2         |             |             |  |  |                      |       |
|  |                            | Бразилія                   | 4                    |           |             |             |  |  |                      |       |
|  | Бразилія                   | Бразилія                   | 4                    | 3         |             |             |  |  |                      |       |
|  | Бразилія                   |                            | 17 червня – Сантьяго | 3         |             |             |  |  |                      |       |
|  | Англія                     | 1                          |                      |           |             |             |  |  |                      |       |
|  | Англія                     | 1                          | Бразилія             | 3         |             |             |  |  |                      |       |
|  | 10 червня – Сантьяго       |                            | Бразилія             | 3         |             |             |  |  |                      |       |
|  |                            | Чехословаччина             | 1                    |           |             |             |  |  |                      |       |
|  | ФРН                        | Чехословаччина             | 1                    | 0         |             |             |  |  |                      |       |
|  | ФРН                        | 13 червня – Вінья-дель-Мар |                      | 0         |             |             |  |  |                      |       |
|  | Югославія                  | 1                          |                      |           |             |             |  |  |                      |       |
|  | Югославія                  | 1                          | Югославія            | 1         | Третє місце | Третє місце |  |  |                      |       |
|  | 10 червня – Ранкагуа       |                            | Югославія            | 1         | Третє місце | Третє місце |  |  |                      |       |
|  |                            | Чехословаччина             | 3                    |           |             |             |  |  |                      |       |
|  | Угорщина                   | Чехословаччина             | 3                    | 0         | Чилі        | 1           |  |  |                      |       |
|  | Угорщина                   |                            |                      | 0         | Чилі        | 1           |  |  |                      |       |
|  | Чехословаччина             | 1                          |                      | Югославія | 0           |             |  |  |                      |       |
|  | Чехословаччина             | 1                          |                      |           | 0           |             |  |  |                      |       |
|  |                            |                            |                      |           |             |             |  |  | 16 червня – Сантьяго |       |
|  |                            |                            |                      |           |             |             |  |  |                      |       |

### Чвертьфінали
| 10 червня 1962 14:30 CLT (UTC−4) |

| Чилі                    | 2–1      | СРСР         |
| ----------------------- | -------- | ------------ |
| Л. Санчес 11' Рохас 29' | Протокол | Численко 26' |

| Естадіо Карлос Діттборн, Аріка Глядачів: 17,268 Арбітр: Лео Горн (Нідерланди) |

| 10 червня 1962 14:30 CLT (UTC−4) |

| Чехословаччина | 1–0      | Угорщина |
| -------------- | -------- | -------- |
| Шерер 13'      | Протокол |          |

| Естадіо Браден Коппер Ко., Ранкагуа Глядачів: 11,690 Арбітр: Микола Латишев (СРСР) |

| 10 червня 1962 14:30 CLT (UTC−4) |

| Бразилія                   | 3–1      | Англія      |
| -------------------------- | -------- | ----------- |
| Гаррінча 31', 59' Вава 53' | Протокол | Гітченс 38' |

| Естадіо Саусаліто, Вінья-дель-Мар Глядачів: 17,736 Арбітр: П'єр Швінте (Франція) |

| 10 червня 1962 14:30 CLT (UTC−4) |

| Югославія     | 1–0      | ФРН |
| ------------- | -------- | --- |
| Радакович 85' | Протокол |     |

| Естадіо Насіональ, Сантьяго Глядачів: 63,324 Арбітр: Артуро Ямасакі Мальдонадо (Перу) |

### Півфінали
| 13 червня 1962 14:30 CLT (UTC−4) |

| Чехословаччина                    | 3–1      | Югославія   |
| --------------------------------- | -------- | ----------- |
| Кадраба 48' Шерер 80', 84' (пен.) | Протокол | Єркович 69' |

| Естадіо Саусаліто, Вінья-дель-Мар Глядачів: 5,890 Арбітр: Готтфрід Дінст (Швейцарія) |

| 13 червня 1962 14:30 CLT (UTC−4) |

| Бразилія                       | 4–2      | Чилі                          |
| ------------------------------ | -------- | ----------------------------- |
| Гаррінча 9', 32' Вава 47', 78' | Протокол | Торо 42' Л. Санчес 61' (пен.) |

| Естадіо Насіональ, Сантьяго Глядачів: 76,594 Арбітр: Артуро Ямасакі (Перу) |

### Матч за третє місце
| 16 червня 1962 14:30 CLT (UTC−4) |

| Чилі      | 1–0      | Югославія |
| --------- | -------- | --------- |
| Рохас 90' | Протокол |           |

| Естадіо Насіональ, Сантьяго Глядачів: 66,697 Арбітр: Хуан Гардеасабаль Гарай (Іспанія) |

### Фінал
| 17 червня 1962 14:30 (UTC−4) |

| Бразилія                       | 3—1      | Чехословаччина |
| ------------------------------ | -------- | -------------- |
| Амарілдо 17' Зіто 69' Вава 78' | Протокол | 15' Масопуст   |

| Національний стадіон, Сантьяго Глядачів: 68 679 Арбітр: Микола Латишев (СРСР) |

## Бомбардири
Відразу шестеро гравців (Гаррінча, Вава, Леонель Санчес, Флоріан Альберт, Валентин Іванов та Дражан Єркович) забили в іграх турніру по чотори голи, розділивши між собою титул найкращого його бомбардира. Загалом 54 різні гравці забили сумарно 89 голів.
4 голи
| - Гаррінча - Вава | - Леонель Санчес - Флоріан Альберт | - Валентин Іванов - Дражан Єркович |

3 голи
| - Амарілдо - Адольф Шерер | - Лайош Тіхі | - Мілан Галич |

2 голи
| - Хайме Рамірес - Еладіо Рохас - Хорхе Торо | - Рон Флаверс - Джакомо Бульгареллі - Ігор Численко | - Віктор Понєдєльнік - Хосе Сасія - Уве Зеелер |

1 гол
| - Ектор Факундо - Хосе Санфіліппо - Пеле - Маріо Загалло - Зіто - Георгій Соколов - Херман Асерос - Маркос Коль - Маріно Клінгер - Антоніо Рада - Франсіско Сулуага - Йозеф Кадраба | - Вацлав Машек - Йозеф Масопуст - Йозеф Штибраний - Боббі Чарлтон - Джиммі Грівз - Джеррі Гітченс - Ерне Шоймоші - Бруно Мора - Альфредо Дель Агіла - Ісідро Діас Мехіа - Ектор Ернандес Гарсія - Олексій Мамикін | - Аделардо - Хоакін Пейро - Гайнц Шнайтер - Рольф Вютріх - Анхель Кабрера - Луїс Кубілья - Альберт Брюлльс - Горст Шиманяк - Воїслав Мелич - Петар Радакович - Йосип Скоблар |